# Chlorothraupis olivacea
Chlorothraupis olivacea là một loài chim trong họ Cardinalidae.